# 王根 (楽浪郡)
王 根（おう こん、生没年不詳）は、前漢の武帝が紀元前108年に朝鮮半島に設置した植民地である楽浪郡の漢人豪族。高い身分をもつ上位階層の豪族とみられる。

## 概要
王根は、1942年6月から1942年8月までの2ヶ月間、日本人学者が発掘した北朝鮮平壌特別市楽浪区域の石巌里219号墳（王根墓）の被葬者である。出土遺物は国立中央博物館が所蔵している。
石巌里219号墳には、漢鏡、装身具、漢式武器類、漢式車馬具、漆器などの多数の漢式副葬品が納められており、男性が埋葬されていた西棺から「王根信印」銘亀紐銀印、木榔内から「王氏」銘漆盤が出土し、被葬者が判明した。平壌地域に造営された墳墓の被葬者の多くは、漢の中央政府からの派遣漢人ではなく、この地を本貫とする在地漢人豪族層と推定されており、石巌里219号墳の被葬者である王根も平壌地域に土着化した豪族とみられる。紀元前1世紀中葉から紀元前1世紀後葉の楽浪郡は土着化した豪族である王氏の勢力が台頭していたことがわかる。